# Genianthus blumei
Genianthus blumei är en oleanderväxtart som först beskrevs av Decne, och fick sitt nu gällande namn av Jacob Gijsbert Boerlage. Genianthus blumei ingår i släktet Genianthus och familjen oleanderväxter. Inga underarter finns listade i Catalogue of Life.